# Ildikó Bánsági

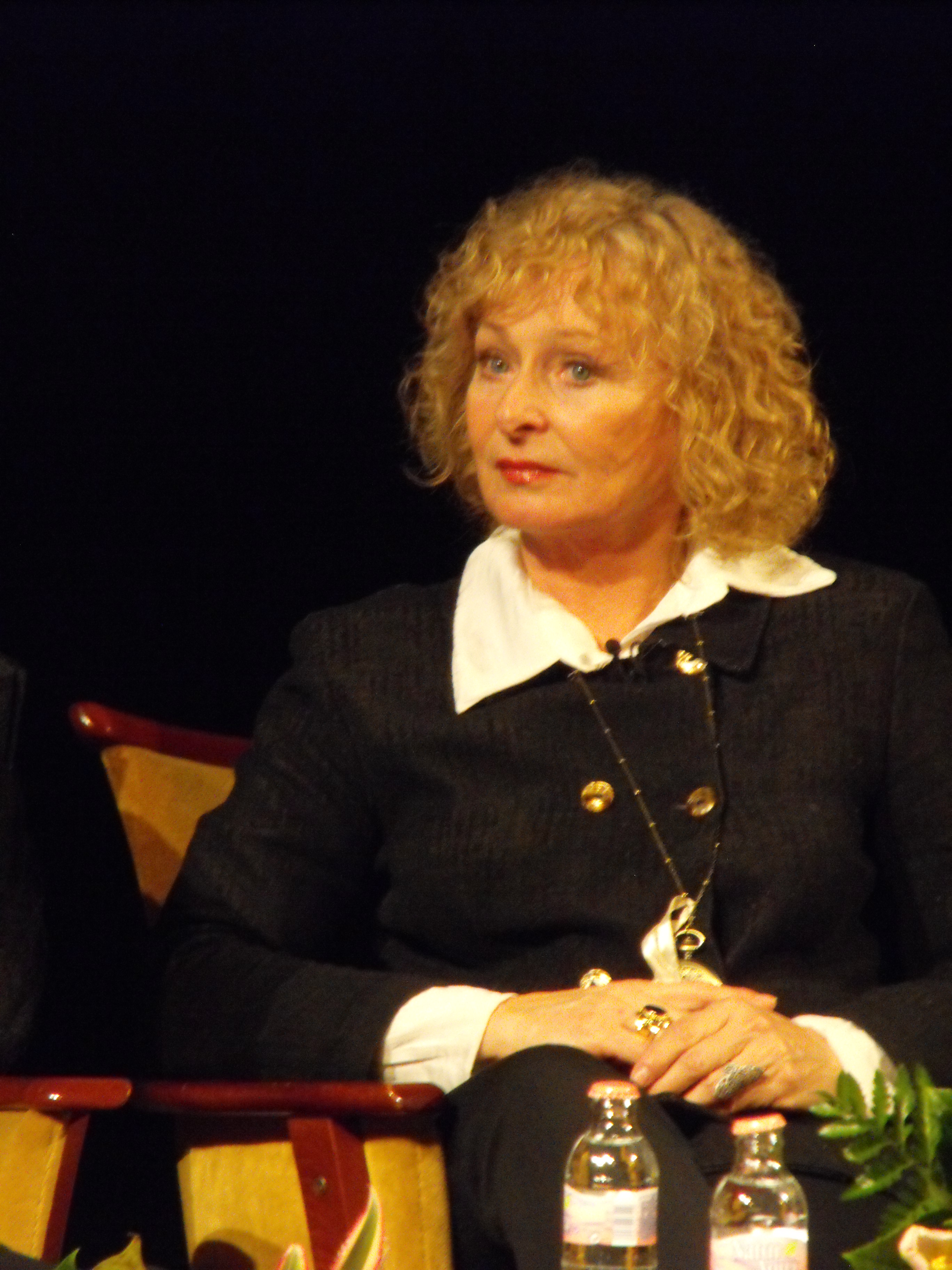
Ildikó Bánsági (2010)

Ildikó Bánsági (anhörenⓘ * 19. Oktober 1947 in Budapest) ist eine ungarische Schauspielerin.

## Leben und Werk
Noch vor dem Abschluss ihres Studiums an der Theater- und Filmhochschule stand Ildikó Bánsági erstmals vor der Kamera. In den 1970er Jahren in ihrer Heimat Ungarn bereits ein Star, war sie 1981 einem internationalen Publikum vor allem durch István Szabós Mephisto bekannt. 1988 ist sie in Hanussen wiederum – als Betty – Partnerin Klaus Maria Brandauers. Szabó gab ihr 1991 die Rolle der Jana in Zauber der Venus. Weitere internationale Rollen hatte sie bei Szabó u. a. im Episodenfilm Ten Minutes Older (2002).

## Filmografie (Auswahl)
- 1971: Sindbad (Szindbád), Regie: Zoltán Huszárik
- 1972: Reise mit Jakob (Utazás Jakkubal), Regie: Pál Gábor
- 1974: Kampflustige Mädchen (Szikrázó Lányok), Regie: Péter Bacsó
- 1975: Laß meinen Bart los! (Ereszd el a szakállamat! )
- 1975: Sein Auftrag hieß: Mord (Kopjások)
- 1977: Budapester Legende (Budapesti mesék), Regie: István Szabó
- 1980: Zimmer ohne Ausgang (Bizalom), Regie: István Szabó
- 1980: Mephisto, Regie: István Szabó
- 1980: Vertrauen, Regie: István Szabó
- 1983: Ehe mit freien Tagen (Házasság szabadnappal)
- 1983: Flucht in den Tod (Hosszú vágta)
- 1985: Wie spät ist es, Herr Wecker? (Hány az óra vekker úr?)
- 1988: Hanussen, Regie: István Szabó
- 1989: Jézus Krisztus horoszkópja, Regie: Miklós Jancsó
- 1990: Tagebuch für meine Eltern (Napló apámnak, anyámnak), Regie: Márta Mészáros
- 1991: Zauber der Venus, Regie: István Szabó
- 1992: Donauwalzer (Kék Duna keringő)
- 1992 Süße Emma, liebe Böbe, Regie: István Szabó
- 2002: Ten Minutes After, Kurzfilm, Regie: István Szabó
- 2003: Rose’s Song – Glaube und Hoffnung! (A Rozsa enekei)
- 2004: Rosenhügel (Rozsádomb)
- 2006: Children of Glory

## Ehrungen
Bánsági erhielt 1996 den Kossuth-Preis.